# 五號塔卡霍鎮區 (北卡羅萊納州瓊斯縣)
五號塔卡霍鎮區（英語：Township 5, Tuckahoe）是位於美國北卡羅萊納州瓊斯縣的一個鎮區。

## 地方資料
五號塔卡霍鎮區的面積為127.17平方千米，皆為陸地。根據2020年美國人口普查的數據，當地共有人口756人，而人口密度為每平方千米5.94人。